# Campionato Gaúcho 2025
Il Campionato Gaúcho 2025 (ufficialmente Gauchão Superbet 2025 per ragioni di sponsorizzazione) è stata la 104ª edizione del Campionato Gaúcho. Il torneo è iniziato il 22 gennaio 2025 ed è terminato terminato il 16 marzo successivo.

## Stagione

### Novità
Al termine della scorsa edizione, sono retrocesse in in Série A2 Novo Hamburgo e Santa Cruz-RS. Dalla Série A2 2024 sono salite Monsoon e Pelotas.

### Formato
Il torneo si svolge in due fasi. Nella prima fase, le dodici squadre vengono suddivise in tre gironi da quattro squadre. Le prime due classificate di tali gironi, più la migliore seconda, viene ammessa alla fase finale che decreterà la vincitrice del campionato. In base alla classifica generale basata sui punti ottenuti nei gironi, le restanti squadre potranno prendere parte o alla Taça Farroupilha (che mette in palio un posto in Coppa del Brasile 2026), o alla poule retrocessione. Le ultime due classificate della poule retrocessione, reetocedono in Série A2.

## Squadre partecipanti
| Squadra           | Allenatore         |
| ----------------- | ------------------ |
| Avenida           | William Campos     |
| Brasil de Pelotas | William De Mattia  |
| Caxias            | Luizinho Vieira    |
| Grêmio            | Gustavo Quinteros  |
| Guarany de Bagé   | Márcio Nunes       |
| Internacional     | Roger Machado      |
| Juventude         | Fábio Matias       |
| Monsoon           | Christian Souza    |
| Pelotas           | Ariel Lanzini      |
| São José-RS       | Rogério Zimmermann |
| São Luiz          | Alessandro Telles  |
| Ypiranga-RS       | Matheus Costa      |

## Risultati

### Prima fase

#### Gruppo A
|  | Pos. | Squadra         | Pt | G | V | N | P | GF | GS | DR  |
|  | ---- | --------------- | -- | - | - | - | - | -- | -- | --- |
|  | 1.   | Grêmio          | 17 | 8 | 5 | 2 | 1 | 19 | 3  | +16 |
|  | 2.   | Guarany de Bagé | 9  | 8 | 2 | 3 | 3 | 6  | 6  | 0   |
|  | 3.   | São José-RS     | 5  | 8 | 0 | 5 | 3 | 5  | 10 | -5  |
|  | 4.   | Avenida         | 3  | 8 | 0 | 3 | 5 | 4  | 9  | -5  |

Legenda:
      Ammessa alla fase finale.
Note:
Tre punti a vittoria, uno a pareggio, zero a sconfitta.

#### Gruppo B
|  | Pos. | Squadra       | Pt | G | V | N | P | GF | GS | DR  |
|  | ---- | ------------- | -- | - | - | - | - | -- | -- | --- |
|  | 1.   | Internacional | 20 | 8 | 6 | 2 | 0 | 16 | 4  | +12 |
|  | 2.   | Caxias        | 14 | 8 | 4 | 2 | 2 | 8  | 9  | -1  |
|  | 3.   | Ypiranga-RS   | 12 | 8 | 3 | 3 | 2 | 6  | 6  | 0   |
|  | 4.   | Pelotas       | 6  | 8 | 1 | 3 | 4 | 6  | 13 | -7  |

Legenda:
      Ammessa alla fase finale.
Note:
Tre punti a vittoria, uno a pareggio, zero a sconfitta.

#### Gruppo C
|  | Pos. | Squadra           | Pt | G | V | N | P | GF | GS | DR |
|  | ---- | ----------------- | -- | - | - | - | - | -- | -- | -- |
|  | 1.   | Juventude         | 19 | 8 | 6 | 1 | 1 | 14 | 6  | +8 |
|  | 2.   | São Luiz          | 9  | 8 | 2 | 3 | 3 | 7  | 13 | -6 |
|  | 3.   | Monsoon           | 7  | 8 | 2 | 1 | 5 | 7  | 14 | -7 |
|  | 4.   | Brasil de Pelotas | 7  | 8 | 1 | 4 | 3 | 5  | 10 | -5 |

Legenda:
      Ammessa alla fase finale.
Note:
Tre punti a vittoria, uno a pareggio, zero a sconfitta.

#### Classifica generale
|  | Pos. | Squadra           | Pt | G | V | N | P | GF | GS | DR  |
|  | ---- | ----------------- | -- | - | - | - | - | -- | -- | --- |
|  | 1    | Internacional     | 20 | 8 | 6 | 2 | 0 | 16 | 4  | +12 |
|  | 2    | Juventude         | 19 | 8 | 6 | 1 | 1 | 14 | 6  | +8  |
|  | 3    | Grêmio            | 17 | 8 | 5 | 2 | 1 | 19 | 3  | +6  |
|  | 4    | Caxias            | 14 | 8 | 4 | 2 | 2 | 8  | 9  | -1  |
|  | 5    | Ypiranga-RS       | 12 | 8 | 3 | 3 | 2 | 6  | 6  | 0   |
|  | 6    | Guarany de Bagé   | 9  | 8 | 2 | 3 | 3 | 6  | 6  | 0   |
|  | 7    | São Luiz          | 9  | 8 | 2 | 3 | 3 | 7  | 13 | -6  |
|  | 8    | Monsoon           | 7  | 8 | 2 | 1 | 5 | 7  | 14 | -7  |
|  | 9    | Brasil de Pelotas | 7  | 8 | 1 | 4 | 3 | 5  | 10 | -5  |
|  | 10   | Pelotas           | 6  | 8 | 1 | 3 | 4 | 6  | 13 | -7  |
|  | 11   | São José-RS       | 5  | 8 | 0 | 5 | 3 | 5  | 10 | -5  |
|  | 12   | Avenida           | 3  | 8 | 0 | 3 | 5 | 4  | 9  | -5  |

Legenda:
      Ammessa alla fase finale.
      Ammessa alla Taça Farroupilha.
      Ammessa alla poule retrocessione.
Note:
Tre punti a vittoria, uno a pareggio, zero a sconfitta.

### Taça Farroupilha
|  | Semifinali        | Semifinali        | Semifinali | Semifinali | Semifinali |  |  | Finale      | Finale      | Finale | Finale | Finale |  |
|  |                   |                   |            |            |            |  |  |             |             |        |        |        |  |
|  | São Luiz          | São Luiz          | 0          | 2          | 2          |  |  |             |             |        |        |        |  |
|  | Guarany de Bagé   | Guarany de Bagé   | 1          | 0          | 1          |  |  | São Luiz    | São Luiz    | 0      | 1      | 1      |  |
|  | Monsoon           | Monsoon           | 1          | 1          | 2 (3)      |  |  | Ypiranga-RS | Ypiranga-RS | 2      | 1      | 3      |  |
|  | Ypiranga-RS (dtr) | Ypiranga-RS (dtr) | 1          | 1          | 2 (5)      |  |  |             |             |        |        |        |  |

### Fase finale
|  | Semifinali    | Semifinali    | Semifinali | Semifinali | Semifinali |  |  | Finale        | Finale        | Finale | Finale | Finale |  |
|  |               |               |            |            |            |  |  |               |               |        |        |        |  |
|  | Grêmio (dtr)  | Grêmio (dtr)  | 1          | 2          | 3 (3)      |  |  |               |               |        |        |        |  |
|  | Juventude     | Juventude     | 2          | 1          | 3 (2)      |  |  | Grêmio        | Grêmio        | 0      | 1      | 1      |  |
|  | Caxias        | Caxias        | 0          | 1          | 1          |  |  | Internacional | Internacional | 2      | 1      | 3      |  |
|  | Internacional | Internacional | 2          | 3          | 5          |  |  |               |               |        |        |        |  |

### Poule retrocessione
|  | Pos. | Squadra           | Pt | G | V | N | P | GF | GS | DR |
|  | ---- | ----------------- | -- | - | - | - | - | -- | -- | -- |
|  | 1.   | Avenida           | 11 | 6 | 3 | 2 | 1 | 11 | 7  | +4 |
|  | 2.   | São José-RS       | 10 | 6 | 3 | 1 | 2 | 11 | 10 | +1 |
|  | 3.   | Pelotas           | 6  | 6 | 1 | 3 | 2 | 7  | 10 | -3 |
|  | 4.   | Brasil de Pelotas | 5  | 6 | 1 | 2 | 3 | 5  | 7  | -2 |

Legenda:
      Retrocesse in Segunda Divisão 2026
Note:
Tre punti a vittoria, uno a pareggio, zero a sconfitta.